# Carl-Gustaf Herlitz
Carl-Gustaf Victor Herlitz, född 11 mars 1882 i Helsingfors, död där 4 juli 1961, var en finländsk industriman.  
Herlitz blev diplomingenjör 1906, anställdes samma år vid Arabia porslinsfabrik och var dess verkställande direktör 1916–1947. Under hans tid på denna post utvecklades företaget till Nordens och ett av Europas största i sin bransch. Han hade en patriarkalisk företagarattityd, tillhörde under andra världskriget Svenska folkpartiets tyskvänliga högerflygel och deltog i aktioner mot den så kallade fredsoppositionen samt var 1944 med om att finansiera den kortvariga högertidningen Aftonposten. 
Herlitz var även en flitig debattör och skriftställare bland annat om samhälleliga frågor. Bland hans skrifter märks Industrins samhällsuppgift (1945), en presentation av Henry Fords företagarfilosofi, och Något om tidens största fråga (1954), som framkallade en folkstorm eftersom den uppfattades som antisemitisk. Han tilldelades bergsråds titel 1932.